# Жидкокристаллический полимер
Жидкокристаллический полимер (LCP) — класс высококристаллических термопластов.  
Содержат бензольные кольца в полимерных цепях, которые являются стержнеобразными структурами, организованными большими параллельными матрицами. 
Отличительные признаки:
Этот материал характеризуется легкостью и прочностью.
Благодаря низкой вязкости расплава LCP пластмасса легко заполняет очень тонкие стенки, что позволяет изготавливать изделия сложных форм методом литья под давлением. Точность размеров обеспечивается малой (или даже нулевой) усадкой в направлении потока, а также низким коэффициентом теплового расширения. Относительно высокая температура плавления (около 300 °C) позволяет делать термостойкие изделия, например для применения в медицине (возможность стерилизации в паровом автоклаве) или электронике (возможность поверхностного монтажа пайкой).
Наиболее известные торговые марки:
- Vectra немецкой компании Ticona
- Zenite компании DuPont
- Ultralam компании Rogers